# 예천 용문사 목조아미타여래좌상
예천 용문사 목조아미타여래좌상(醴泉 龍門寺 木造阿彌陀如來坐像)은 대한민국 경상북도 예천군 용문면, 용문사에 있는 조선시대의 불상이다. 2006년 6월 29일 경상북도의 문화재자료 제510호로 지정되었다가, 2010년 2월 24일 대한민국의 보물 제1637호로 승격 지정되었다.

## 지정사유
이 불상은 1514년(정덕9)의 조성기에 의하면 원래 '삼존불상(三尊佛像)'으로 제작되었음을 알 수 있고, 양손을 후대에 보수하여 어색하지만 손의 위치로 미루어 아미타불상으로 추정된다. 둥근 얼굴에 이목구비가 오밀조밀하고 군살진 턱에 반개한 눈 큼직한 백호, 귀 볼을 뚫은 점이 특징적이며 목에는 두 줄의 삼도가 나타나 있다. 보수된 양손목의 주름인 삼도가 선명하지 않는 등 완성도가 떨어지지만 16세기 불상형식을 잘 보여주고 있으므로 문화재자료(文化財資料)로 지정한다.

## 보물 승격사유
이 여래상의 몸 안에서는 원문과 시주자 목록 두 장이 발견되었는데, 1515년 4월 9일에 고쳐 만들었다는 개조(改造)이라는 개조기록을 비롯하여 이를 만든 화원과 목수 철장의 이름 그리고 수백 명에 이르는 시주자의 이름들이 기재되어 있다. 상화원(上畵員) 이영문(李永文)의 주도하에 만들어졌음을 밝혀 승려가 아닌 일반 장인에 의해 주도된 16세기 전반의 중요한 작품임을 알 수 있다.
이 불상은 이중의 대의를 걸친 불상으로 가슴과 옷주름, 무릎과 발 등의 표현이 자연스러우면서도 신체의 볼록한 양감이 강조된 모습이 특징이다. 특히 눈 꼬리가 길고 앞으로 튀어 나온 양감 있는 얼굴 모습과 자연스러운 옷 주름 등은 조선전기인 15세기의 전통이 남아있어 16세기에 이르러 평면적인 경향으로 변하는 과도기적 요소를 보이는 작품이다. 이 불상은 16세기 전반의 작품으로 명문불상이 극히 적게 남아 있는 조선전기의 조각 상황, 우수한 조형성 등에서 가치가 높은 작품이다.

## 같이 보기
- 용문사

## 참고 자료
- 예천 용문사 목조아미타여래좌상 - 국가유산청 국가유산포털